# Henk Wery
Henk Wery (Amersfoort, 1943. június 10. –) válogatott holland labdarúgó, csatár.

## Pályafutása

### Klubcsapatban
1963–64-ben a DWS, 1965 és 1968 között a DOS, 1968 és 1974 között a Feyenoord, 1974 és 1976 között az FC Utrecht labdarúgója volt. A Feyenoorddal három bajnoki címet és egy holland kupa-győzelmet nyert. Tagja volt az 1969–70-es idényben BEK-győztes és az 1973–74-es idényben UEFA-kupa-győztes együttesnek.

### A válogatottban
1967 és 1973 között 12 alkalommal szerepelt a holland válogatottban és három gólt szerzett.

## Sikerei, díjai
Feyenoord
- Holland bajnokság
  - bajnok (3): 1968–69, 1970–71, 1973–74
- Holland kupa
  - győztes: 1969
- Bajnokcsapatok Európa-kupája
  - győztes: 1969–70
- UEFA-kupa
  - győztes: 1973–74
- Interkontinentális kupa
  - győztes: 1970

## Statisztika

### Mérkőzései a holland válogatottban
| Hollandia | Hollandia           | Hollandia                      | Hollandia     | Hollandia | Hollandia     | Hollandia    | Hollandia | Hollandia          |
| #         | Dátum               | Helyszín                       | Hazai         | Eredmény  | Vendég        | Kiírás       | Gólok     | Esemény            |
| --------- | ------------------- | ------------------------------ | ------------- | --------- | ------------- | ------------ | --------- | ------------------ |
| 1.        | 1967. november 29.  | Rotterdam, Feijenoord Stadion  | Hollandia     | 3 – 1     | Szovjetunió   | barátságos   | 2         | 23' 28' (11-esből) |
| 2.        | 1968. április 7.    | Amszterdam, Olimpiai Stadion   | Hollandia     | 1 – 2     | Belgium       | barátságos   | -         |                    |
| 3.        | 1969. szeptember 7. | Chorzów, Stadion Śląski        | Lengyelország | 2 – 1     | Hollandia     | vb-selejtező | 1         | 20'                |
| 4.        | 1969. október 22.   | Rotterdam, Feijenoord Stadion  | Hollandia     | 1 – 1     | Bulgária      | vb-selejtező | -         |                    |
| 5.        | 1970. október 11.   | Rotterdam, Feijenoord Stadion  | Hollandia     | 1 – 1     | Jugoszlávia   | Eb-selejtező | -         | 35'                |
| 6.        | 1970. november 11.  | Drezda, Rudolf Harbig Stadion  | NDK           | 1 – 0     | Hollandia     | Eb-selejtező | -         | 69'                |
| 7.        | 1971. április 4.    | Split, Stadion pod Marjanom    | Jugoszlávia   | 2 – 0     | Hollandia     | Eb-selejtező | -         |                    |
| 8.        | 1971. október 10.   | Rotterdam, Feijenoord Stadion  | Hollandia     | 3 – 2     | NDK           | Eb-selejtező | -         |                    |
| 9.        | 1971. december 1.   | Amszterdam, Olimpiai Stadion   | Hollandia     | 2 – 1     | Skócia        | barátságos   | -         |                    |
| 10.       | 1972. február 16.   | Pireusz, Karaiszkákisz Stadion | Görögország   | 0 – 5     | Hollandia     | barátságos   | -         |                    |
| 11.       | 1972. május 3.      | Rotterdam, Feijenoord Stadion  | Hollandia     | 3 – 0     | Peru          | barátságos   | -         |                    |
| 12.       | 1973. október 10.   | Rotterdam, Feijenoord Stadion  | Hollandia     | 1 – 1     | Lengyelország | barátságos   | -         | 56'                |
|           | Összesen            |                                |               | 12        | mérkőzés      |              | 3         | gól                |